# Locomotora CNR CKD8
La locomotora CNR CKD8 es un modelo de locomotora diésel-eléctrica fabricada por la empresa CNR Dalian Locomotive and Rolling Stock Co. Ltd. en su planta industrial de Dalian, en el este de China. En mayo de 2013 llegaron a la Argentina dos subseries (CKD8G y CKD8H), totalizando 20 unidades, que son utilizadas en servicios de pasajeros de larga distancia.

## Características técnicas
Las medidas máximas de la locomotora se ajustan a las especificaciones de la norma NEFA 604, que regula el gálibo del material rodante de las líneas de trocha ancha (1676 mm) de la Argentina. Las unidades tienen dos cabinas de conducción en cada extremo, conectadas por un pasillo de comunicación interno. El peso total es de 121,6 t y el peso máximo por eje es de 20,26 t. El motor diésel de 16 cilindros en V, modelo 16V 4000R43, es de cuatro tiempos, inyección directa y posee turbocargador de gases de escape. Fue fabricado por la empresa alemana MTU Friedrichshafen y genera 2200 kW de potencia a 1800 revoluciones por minuto.
Las 20 locomotoras están divididas en dos grupos o subseries con especificaciones distintas. Se adquirieron 13 unidades modelo CKD8G y 7 modelo CKD8H. El esfuerzo de tracción y la velocidad máxima difiere en las dos subseries:
- En el modelo CKD8G, el esfuerzo de tracción máximo al arranque es de 384 kN y el esfuerzo de tracción continuo de 268 kN. La velocidad mínima continua es de 22,4 km/h. Velocidad máxima: 120 km/h.
- En el modelo CKD8H, el esfuerzo de tracción máximo al arranque es de 242,4 kN y el esfuerzo de tracción continuo de 150,6 kN. La velocidad mínima continua es de 39,8 km/h. Velocidad máxima: 160 km/h.

Las unidades tienen seis ejes, con seis motores de tracción independientes. Cada motor, modelo ZD106AX1, tiene una potencia nominal de 360 kW y opera con una tensión nominal de 500 V; están controlado por microprocesador para disminuir el patinaje, y aumentar el esfuerzo de tracción.
La locomotora tiene dos sistemas de freno: el freno de aire, Wabtec 26LA, y el freno dinámico con una potencia de frenado de 1800 kW.
El consumo específico de combustible a la potencia nominal es de 196 g/kWh.
Cada locomotora tiene un depósito de combustible de 5000 L, carga 400 kg de lubricantes, 800 L de agua para refrigeración y 400 kg de arena en los areneros.

## Venta a la Argentina
El 30 de diciembre de 2009 se firmó el Contrato de suministro de locomotoras, coches, repuestos y herramientas (equipos contratados), documentación técnica, servicios técnicos y capacitación técnica entre la Secretaría de Transporte de la República Argentina y dos subsidiarias de China CNR Corporation: Changchun Railway Vehicles Co. Ltd. y Dalian Locomotive & Rolling Stock Corporation Ltd.
El contrato establece la adquisición de 20 locomotoras CNR CKD8 (13 CKD8G y 7 CKD8H) y 220 coches de pasajeros para servicios de larga distancia. El costo de cada locomotora en el puerto de Buenos Aires fue estipulado en U$S 1 937 520.

## Venta a Nigeria
El 20 de noviembre de 2014 el gobierno nigeriano firmó un contrato con CRRC por obras en el ferrocarril entre la capital Abuya y Kaduna.
Los servicios en el renovado ferrocarril fueron inaugurados el 15 de enero de 2018 por el presidente Muhammadu Buhari. El servicio está a cargo de las locomotoras CKD8 y poseen una velocidad máxima de 150 km/h.

## Servicios
Actualmente son utilizadas en los servicios desde la Estación Plaza Constitución hacia Mar del Plata y Bahía Blanca (este último interrumpido desde el mes de Marzo del 2023). Desde la Estación Once de Septiembre hacia Bragado, General Pico y Santa Rosa (los últimos dos suspendidos). Desde la Estación Retiro Mitre, hacia Rosario, Córdoba y Tucumán, y desde la Estación Retiro San Martín, hacia Junin y Rufino (limitado a Junin).
En Nigeria, son utilizados entre la capital Abuya y la ciudad industrial de Kaduna.